# Lettres historiques et critiques sur l'Italie

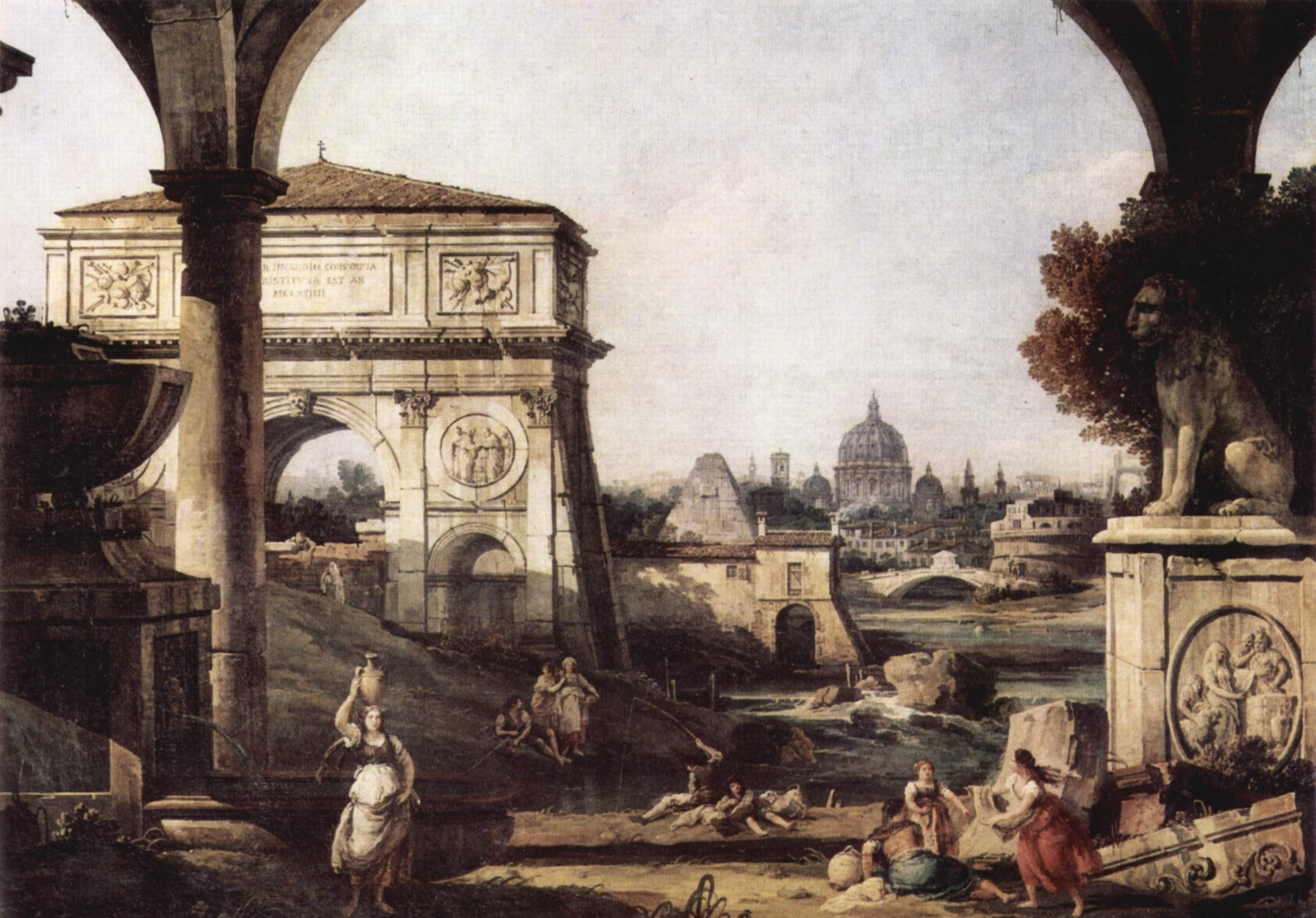
Vue de Rome en 1740, selon une œuvre de Bernardo Bellotto.

Les Lettres historiques et critiques sur l’Italie sont un récit de voyage en Italie effectué par Charles de Brosses de 1739 à 1740, et publié pour la première fois, en 1799.

## Origine du texte
Le texte de l'ouvrage résulte de longues lettres adressées par Brosses depuis l'Italie à ses amis et parents à Dijon. À son retour et après avoir récupéré sa correspondance qui forme un journal de neuf lettres, il procède à un travail de réécriture de son récit qui correspond aux vingt-huit premières lettres du tome I. Certains passages du tome II, écrit entre 1745 et 1755, seraient rédigés selon des notes et des souvenirs de voyage ou inspirés de guides contemporains ou plus anciens.
Son récit est édité, en 1799, de façon posthume d'après une mauvaise copie provenant des archives révolutionnaires, sous le titre de Lettres historiques et critiques sur l'Italie, puis rééditée en 1836 par Romain Colomb d'après les manuscrits authentiques sous le titre L'Italie il y a cent ans ou lettres écrites d'Italie à quelques amis en 1739 et 1740 avant d’être enfin publié, en 1858, par Hippolyte Babou sous le titre le plus usité Lettres familières écrites d’Italie.

## Résumé
En 1739, l'auteur, alors âgé de 30 ans (ainsi que d'autres érudits et nobles bourguignons) part pour l'Italie sans but précis, sous prétexte d'effectuer des recherches dans les bibliothèques sur l'œuvre de Salluste. Les principales villes visitées au cours de son voyage sont : Avignon, Marseille, Gênes, Milan, Venise, Bologne, Sienne, Rome, Naples. Au retour, de nouveau Rome, puis, Bologne, Milan et Turin en avril 1740.
Cultivé, railleur et grivois dans ses commentaires, chaque ville fourmille de nombreux détails sur les mœurs et les beaux-arts de l'Italie.

### Avignon
Son périple commence le 30 mai 1739 de Dijon. Il met sept jours pour arriver à Avignon qu'il trouve ceinte de murailles d'une beauté comme aucune autre ville d'Europe. Le lendemain, en chaises-à-porteurs, il va visiter la chartreuse de Villeneuve. Le palais du vice-légat est trop vieux à son goût pour s'y attarder. Aux Cordeliers, il se rend sur le tombeau (disparu durant la Révolution française) de Laure chantée par Pétrarque.

### Marseille
À Marseille, il rejoint ses camarades le 10 juin pour s'embarquer à bord d'une felouque à destination de Gênes. Au port, il visite l'arsenal et ses grands bassins secs où l'on construit les galères. Le café y est admirable. De Marseille, il ne cite pas grand-chose. À la suite de contretemps, il envoie la felouque attendre à Antibes où il se rend par la poste.

### Gênes
Le voyage par mer d'Antibes à Gênes est interrompu par des vents violents à Finale d'où il poursuit, avec ses camarades, la route en chaises de poste jusqu'à Gênes où il arrive le 23 juin. La ville de Gênes lui semble toute peinte à fresque et les façades de ses rues font penser à d'immenses décorations d'opéra. On y trouve aussi un sorbet des dieux. Le marbre est omniprésent dans les édifices et le palais le plus riche, lui paraît être celui de Geronimo Durazzo, aujourd'hui Palazzo Reale. L'enceinte de ses murailles est si importante qu'on va sur les collines sans sortir de la ville. Extra moenia, le vieux palais Doria est encore le plus beau, tout négligé qu'il est. Cité marchande et de banquiers par excellence, Gênes ne l'amuse pas : les Génois ne connaissent de lettres que les lettres de change.

### Milan
Lors du trajet vers Milan, il est courroucé par la friponnerie des maîtres de poste : le prix des postes - variant selon les différents États - devient exorbitant en Lombardie. À peine arrivé, le 5 juillet, et malgré son mépris du gothique, il est pressé de voir le dôme dont il déplore l'ouvrage toujours inachevé. Il décrit longuement les églises et trouve rien de plus beau que l'intérieur des couvents. À la bibliothèque Ambrosienne, toujours remplie de gens qui étudient, il découvre plusieurs milliers de manuscrits. Il trouve original la façon de se promener en carrosse au Corso. Les places sont embellies d'obélisques et de statues et on y trouve en chemin de nombreux courtiers en galanterie. Les femmes y sont aussi érudites telle la signora Agnesi chez laquelle il est convié. En général, elles sont souvent accompagnées d'un ou plusieurs hommes du nombre duquel le mari n'est jamais. Les pigeons et les glaces le réjouissent.

### Venise
Le 28 juillet, il atteint Venise par le Naviglio del Brenta dans une diligence d'eau tirée par des chevaux depuis le rivage. Il est surpris par cette ville ouverte de tous côtés, sans portes et sans fortifications. Pour lui, les gondoles sont incomparables pour la commodité et l'agrément. La place Saint-Marc est d'une grandeur qui n'en finit point et où chaque arcade des Procuraties sert d'entrée à une boutique de café qui ne désemplit pas (la ville a toujours un roulement de plusieurs milliers de visiteurs). Il trouve les palais d'une magnificence prodiguée, les plus beaux se trouvent sur le Grand Canal. Le célèbre arsenal est remarquable par sa vaste étendue et où 3 000 ouvriers travaillent. Le Bucentaure lui paraît une des plus curieuses choses avec ses sculptures dorées et ses tentures de velours cramoisi. À Venise, la meilleure des musiques est celle des hôpitaux : il y en a quatre et c'est au Pio Ospedale della Pietà qu'il va le plus souvent.
Quant aux mœurs, la Sérénissime est le lieu au monde où la liberté y règnent le plus souverainement. Les courtisanes sont fort employées. Pendant le carnaval – qui dure six mois - l'on trouve sous les portiques des Procuraties autant de femmes couchées que debout. Comme dans la république de Gênes, les nobles sont vêtus de noir et portent perruques. Aux nombreux tableaux de l'école vénitienne, il consacre une lettre à part.

### Bologne
Après Venise, il troque les gondoles contre les chaises de poste et poursuit son voyage par Padoue, Ferrare et Bologne où il arrive début septembre. Il décrit une ville pleine de belles églises et beaux bâtiments avec de longues rues bordées des deux côtés de larges portiques soutenus, à perte de vue, par des colonnes de toutes sortes d'ordres.
L'édifice le plus visible est la tour degli Asinelli droite et menue comme un cierge, et la place centrale est ornée de la plus belle fontaine de marbre et de bronze qu'il ait encore vue.
À l'Université, remarquable, entre autres, pour son théâtre anatomique, il fait la connaissance d'éminents professeurs tels Francesco Maria Zanotti, Laura Bassi et Giacomo Bartolomeo Beccari. À l'Institut des Sciences, installé au palazzo Poggi, il détaille le contenu de toutes les salles (salle de chimie, de géographie, de fortifications, de métaux, de végétaux, d'astronomie...). Fameux, aussi, est le cadran solaire tracé par Giovanni Domenico Cassini sur le pavé de marbre de l'église San Petronio. À Bologne où l'un des premiers devoirs est d'aller à l'opéra, c'est au théâtre de San Giovanni in Persiceto qu'il assiste, en mourant presque de rire, à La serva padrona de Giovanni Battista Pergolesi, et dont il achète sur le pupitre la partition originale.
Il aime particulièrement cette ville grâce au bon traitement reçu ainsi qu'aux bons salami qu'il mange prodigieusement. Dans une lettre à part, il établit une liste - accompagnée de courtes remarques - des principaux tableaux vus chez les particuliers et dans les édifices religieux.

### Florence
Pour rejoindre Florence où il arrive 19 septembre, de Brosses doit affronter, au travers l'Apennin, une journée de poste des plus chaotiques de son itinéraire.
Les nombreux palais florentins – dont il qualifie l'architecture de rustique - ne lui plaisent pas, et la peinture, trop encensée par Vasari, est bien en dessous de ce qu'il attendait. En revanche, la sculpture y est triomphante. Florence est la ville des statues par excellence et elles y sont omniprésentes. Il visite le duomo tout incrusté de marbres polychromes ainsi que les églises de l'Annunziata, de Santa Croce, de San Lorenzo, de Santa Maria Novella dans lesquelles il décrit principalement les œuvres sculpturales. Au palazzo Vecchio (Vieux-Palais dans le texte), qui à son goût, n'est rien d'autre qu'une vieille bastille surmontée d'un grand vilain donjon, il détaille l'intérieur de toutes les pièces avec beaucoup de minuties et trouve que le Studiolo du grand-duc est véritablement la chose la plus surprenante du monde avec tous ses « chefs-d'œuvre d'art, de sciences, de curiosités et de douces chiffonneries ». À Florence, les lettres et les sciences y sont cultivées par des gens de qualité, et il avoue que rien n'est plus rare et de mieux composé que la bibliothèque Laurentienne.

### Rome
La première chose qu'il aperçoit, en arrivant à Rome, le 19 octobre, est le dôme de saint-Pierre. Il est impressionné par l'entrée de la ville et, trouve des plus favorables la perspective qu'offre la piazza del Popolo malgré les nombreuses chaumières jouxtant les palais.
Pour se loger, il est accueilli dans une maison de louage située piazza di Spagna au pied de l'escalier de l'église de la Trinité-des-Monts. De la colline du Janicule, il aime jouir du panorama unique sur la ville avec son assemblage de dômes, de campaniles, d'arbres verts et d'eaux jaillissantes. L'abondance de sources et de fontaines lui font un grand plaisir, particulièrement celle de la piazza Navona. À la vue de prestigieuses réalisations architecturales, il s'émerveille devant le haut degré de perfection des projets des Romains, qui allaient chercher si loin, les premiers matériaux de leurs édifices tels les marbres antiques. En compagnie du cardinal de Tencin, il est présenté au pape et rend visite au roi d'Angleterre dont les sujets sont plus accueillis à Rome qu'aucune autre nation. C'est à la bibliothèque de la Minerve, la plus belle de Rome, à son gré, qu'il trouve d'excellents manuscrits de Salluce.
À propos des femmes romaines appartenant aux couches populaires, il les décrit « glorieuses, volontaires et fainéantes », surtout peu éduquées au travail, en raison du grand nombre de dots de charité mise à leur disposition pour se marier.
Au fil de ses lettres, il décrit longuement aussi, sans donner de date, les basiliques, églises, villas et palais ainsi que les portes (it), arcs, fontaines et aqueducs, temples, cirques et théâtres, thermes et châteaux d'eau, mausolées, obélisques, et colonnes.

### Naples
Il quitte Rome par la porta San Giovanni de Latran et poursuit son voyage, en partie, par la via Appia pour arriver à Naples le 30 octobre. Sans doute trop gâté par les monuments romains, il ne souscrit pas aux éloges de ses prédécesseurs, notamment celles de Maximilien Misson, sur l'architecture des nombreuses églises napolitaines qu'il dit fort « vantées et peu vantables » : seuls les maîtres-autels et les tabernacles y sont dignes de remarque, écrit-il. La via Toledo est certainement la plus longue et la plus belle rue qui soit mais indignement recouverte d'un demi-pied de boue. En raison de sa population tumultueuse, du va-et-vient incessant des carrosses et de sa noblesse fastueuse, Naples lui semble être la seule ville d'Italie ayant l'allure d'une capitale européenne.
Le palazzo Reale d'une rare beauté architecturale abrite toute la collection de la Maison Farnèse qui lui paraît bien mal conservée. Au Teatro San Carlo qui épouvante par sa grandeur, il assiste en présence du roi à la représentation de Partenope de Domenico Sarro.
Naples, c'est aussi l'endroit où l'on fait la meilleure chère avec de très bon vins, et les bœufs, le raisin, les pigeons et le veau de Sorrente sont excellents. Cependant, il trouve l'huile d'olive détestable. Les vignobles qui s'érigent sur les pentes du Vésuve, tel le Lacryma Christi, sont sans contestation, les meilleurs d'Italie. Toujours dans le royaume de Naples, à Portici, il visite et décrit minutieusement les vestiges de l'ancienne ville romaine d'Herculanum, récemment découverts, auxquels on accède comme dans une mine par un large puits profond.

### Turin
Après un retour à Rome en février 1740, puis Ancone, Modène, Parme, Milan, et en avril il rejoint Turin qui lui paraît la plus jolie ville d'Italie par l'alignement de ses rues, la régularité de ses bâtiments et la beauté de ses places. À cette époque, Turin se trouve sous la neige, et à cause sans doute du froid glacial mais aussi du carême, la vie de cour lui semble bien triste. Il décrit sommairement la citadelle bastionnée (it), la chapelle du Saint-Suaire puis évoque la prochaine ouverture, souhaitée par le roi, du nouvel opéra.